# Putin Huilo
Putin Huilo – piwo górnej fermentacji typu Ale (Dry-hopped Golden Ale), o 8% zawartości alkoholu. Warzone przez Teatr piwa „Prawda” we Lwowie.
W 2018 piwo zostało nagrodzone brązowym medalem w czeskim konkursie World Beer Idol.
Nazwa piwa nawiązuje do popularnej na Ukrainie przyśpiewki Putin chujło, powstałej po aneksji Krymu przez Federację Rosyjską w 2014, wulgarnie określającej prezydenta Rosji Władimira Putina.